# Рене Ейкелкамп
Рене Ейкелкамп (нід. René Eijkelkamp, нар. 6 квітня 1964, Далфсен) — нідерландський футболіст, що грав на позиції нападника, зокрема за національну збірну Нідерландів. По завершенні ігрової кар'єри — тренер.

## Клубна кар'єра
У дорослому футболі дебютував 1981 року виступами за команду «Гоу Егед Іглз», в якій провів п'ять сезонів, взявши участь у 116 матчах чемпіонату. Більшість часу, проведеного у складі «Гоу Егед Іглз», був основним гравцем атакувальної ланки команди.
Своєю грою за цю команду привернув увагу представників тренерського штабу клубу «Гронінген», до складу якого приєднався 1986 року. Відіграв за команду з Гронінгена наступні чотири сезони своєї ігрової кар'єри. Граючи у складі «Гронінгена», також здебільшого виходив на поле в основному складі команди й був одним із її головних бомбардирів, маючи середню результативність на рівні 0,39 гола за гру першості.
1990 року перебрався до Бельгії, де протягом трьох років захищав кольори «Мехелена», після чого на два сезони став гравцем «Брюгге». У складі останнього виборював титули володаря Кубка Бельгії і Суперкубка Бельгії.
У 1995—1997 роках знову грав на батьківщині, виступав за ПСВ, у складі якого додав до переліку своїх трофеїв титули чемпіона Нідерландів та володаря Кубка і Суперкубка країни.
Завершував ігрову кар'єру в Німеччині виступами за «Шальке 04» протягом 1997—1999 років.

## Виступи за збірну
1988 року дебютував в офіційних матчах у складі національної збірної Нідерландів. Викликався до її лав украй нерегулярно і загалом протягом восьми років провів у її формі лише шість матчів.

## Кар'єра тренера
Розпочав тренерську кар'єру невдовзі по завершенні кар'єри гравця, 2002 року, увійшовши до тренерського штабу клубу «Гоу Егед Іглз». За два роки перейшов до клубної системи ПСВ.
Згодом протягом 2006—2012 років працював помічником Фреда Рюттена у тренерських штабах команд «Твенте», «Шальке 04» та ПСВ.
Протягом 2011—2012 років відповідав за підготовку нападників у тренерському штабі національної збірної Нідерландів, після чого обіймав аналогічну посаду у «Вітессі».
Протягом частини 2020 року утретє у тренерській кар'єрі був помічником головного тренера ПСВ.

## Титули і досягнення
- Володар Кубка Бельгії (1):

«Брюгге»: 1994–1995
- Володар Суперкубка Бельгії (1):

«Брюгге»: 1994
- Володар Кубка Нідерландів (1):

ПСВ: 1995–1996
- Володар Суперкубка Нідерландів (1):

ПСВ: 1996
- Чемпіон Нідерландів (1):

ПСВ: 1996–1997